# Transformación de localización
En morfología matemática, la transformación de localización es una operación que detecta una determinada configuración (o patrón) en un imagen binaria, con el operador morfológico  erosión y un par de elementos estructurantes disjuntos. El resultado de la transformación de localización es el conjunto de posiciones donde el primer elemento de estructuración cabe en el primer plano de la imagen de entrada y el segundo elemento de estructuración cabe en el segundo plano.

## Definición matemática
En la morfología binaria, una imagen se ve como un subconjunto de un espacio euclidiano {\displaystyle \mathbb {R} ^{d}} o la cuadrícula entera {\displaystyle \mathbb {Z} ^{d}}, para alguna dimensión d. Denotemos este espacio o cuadrícula por E.
Un elemento estructurante es una forma simple, pre-definida, representada como una imagen binaria, que se utiliza para probar otra imagen binaria en las operaciones morfológicas, tales como  erosión, dilatación,  apertura y  cierre.
Sean {\displaystyle C} y {\displaystyle D} dos elementos estructurantes que satisfacen {\displaystyle C\cap D=\emptyset }. El par (C,D) es llamado algunas veces elemento estructurante compuesto. La transformación de localización de una imagen A por B=(C,D) está dada por:
{\displaystyle A\odot B=(A\ominus C)\cap (A^{c}\ominus D)},
donde {\displaystyle A^{c}} es el complemento de A.
Es decir, un punto x en E pertenece a la salida de la transformación de localización si C trasladada a x acierta en A y D trasladada a x falla A (se adapta al fondo de A).

## Algunas aplicaciones

### Adelgazamiento
Sea {\displaystyle E=\mathbb {Z} ^{2}} y considere los elementos estructurantes compuestos, integrados por 
{\displaystyle C_{1}=\{(0,0),(-1,-1),(0,-1),(1,-1)\}} y {\displaystyle D_{1}=\{(-1,1),(0,1),(1,1)\}},
{\displaystyle C_{2}=\{(-1,0),(0,0),(-1,-1),(0,-1)\}} y {\displaystyle D_{2}=\{(0,1),(1,1),(1,0)\}}
y las tres rotaciones de cada uno por {\displaystyle 90^{o}}, {\displaystyle 180^{o}} y {\displaystyle 270^{o}}. Los correspondientes elementos estructurantes compuestos son denotados {\displaystyle B_{1},\ldots ,B_{8}}. 
Para cualquier i entre 1 y 8, y cualquier imagen binaria X, se define
{\displaystyle X\otimes B_{i}=X\setminus (X\odot B_{i})},
donde {\displaystyle \setminus } denota la diferencia de conjuntos.
El adelgazamiento de una imagen A se obtiene iterando cíclicamente hasta lograr la convergencia:
{\displaystyle A\otimes B_{1}\otimes B_{2}\otimes \ldots \otimes B_{8}\otimes B_{1}\otimes B_{2}\otimes \ldots }.

### Otras aplicaciones
- Reconocimiento de patrones. Por definición, la transformación de localización indica las posiciones donde un cierto patrón (caracterizado por el elemento estructurante compuesto B) se produce en la imagen de entrada.

- Poda. La transformación de localización se puede utilizar para identificar los puntos finales de una línea para permitir que esta línea sea reducida desde cada extremo para quitar las ramificaciones no deseadas.

- Calcular el  número de Euler .